# Павлув-Тшебніцький
Павлув-Тшебніцький (пол. Pawłów Trzebnicki) — село в Польщі, у гміні Прусиці Тшебницького повіту Нижньосілезького воєводства.
Населення — 411 осіб (2011).
У 1975-1998 роках село належало до Вроцлавського воєводства.

## Демографія
Демографічна структура станом на 31 березня 2011 року:
|          | Загалом | Допрацездатний вік | Працездатний вік | Постпрацездатний вік |
| -------- | ------- | ------------------ | ---------------- | -------------------- |
| Чоловіки | 201     | 31                 | 160              | 10                   |
| Жінки    | 210     | 48                 | 121              | 41                   |
| Разом    | 411     | 79                 | 281              | 51                   |